# Электродепо (остановочный пункт, Свердловская железная дорога)
Электродепо́ — остановочный пункт (пассажирская платформа) Свердловской железной дороги. Находится на 1808 км главного хода Транссиба, в границах станции Екатеринбург-Сортировочный на пассажирском ходу в районе чётного парка отправления (ЧПО) и расположенных за ним: локомотивного депо Свердловск-Сортировочный (ТЧ-5), локомтивного ремонтного депо Свердловск (ТЧР-33), вагонного ремонтного депо Свердловск-Сортировочный и вагонного эксплуатационного депо Свердловск-Сортировочный (ВЧДэ-4), в 150 метрах от северо-восточного (левого) берега Верх-Исетского пруда.
Остановка относительно удалена от жилой застройки Екатеринбурга. Ближайший микрорайон Сортировка находится с противоположной стороны станции Екатеринбург-Сортировочный, проход к нему от платформы осуществляется по пешеходному мосту, имеющему длину около 1 км, пересекающему территорию станции Екатеринбург-Сортировочный и выходящему в район Старой Сортировки к улицам Миномётчиков и Ватутина. Пешеходный мост используется также для прохода к производственным и административным зданиям станции Екатеринбург-Сортировочный, территориально расположенным здесь ближе, чем к основному пассажирскому зданию и платформам пассажирского парка станции.
Состоит из двух боковых платформ. Платформы низкие, настилами для перехода между ними не оборудованы. Имеются сходы на каждую платформу с пешеходного моста. На платформе в сторону Екатеринбурга ранее имелось капитальное пассажирское здание. До первой половины 1990-х годов в здании работали билетные кассы и имелся отапливаемый зал ожидания, впоследствии закрытый. В 2006 году здание было снесено, после проведения реконструкции платформ на каждой из них были установлены навесы со скамейками.
На ст. Электродепо останавливаются все проходящие через неё пригородные электропоезда, следующие в направлении Нижнего Тагила (за исключением скоростных электропоездов «Ласточка»/«Финист»), Каменска-Уральского, Камышлова, Кузино — Шали, Дружинино и юго-восточных районов г. Екатеринбурга, а также городской дизель-поезд в направлении пригородного района Верхней Пышмы.